# 牧野昭一
牧野 昭一（まきの しょういち、男性、1927年1月1日 - 2010年6月2日）は、日本の作曲家。樺太泊居町(現サハリン・トマリ)生まれ。「赤いグラス」などのヒット曲を作曲した。2010年6月2日、糖尿病性腎症のため死去。

## 経歴
- 1927年 樺太泊居町にて生まれる
- 1965年 7月に「赤いグラス」を発表しヒットする
- 1975年 東京都銀座にてクラブ「赤いグラス」を経営
- 1993年 北海道中標津町へ移住

## 主な作品
- ビルの明かり（デビュー作品）
- 赤いグラス - 歌唱：アイ・ジョージ
- 別離（ラズルカ） - 歌唱：石原裕次郎
- 嗚呼（ああ）御巣鷹山 - 1985年日航ジャンボ機墜落事故で妻を失った知人の詩に牧野昭一が曲を付けた
- スチールの歌

## 著書
- 1985年5月 風の中の紙のように 出版社: マルス社
- 1991年サハリンへ愛をこめて 出版社:チタン
- 1997年11月 赤いグラスのいい出逢い( ISBN 978-4896107128 ) 出版社: 総合企画
- 月刊新根室へ「作曲家 牧野昭一のフリートーク ピアノ・フォルテ」を連載していた。